# أنطون سلمان
أنطون جورج أنطون سلمان (1 ديسمبر1957-) هو محامٍ مسيحي فلسطيني، مواليد بيت لحم. كان رئيسًا بلدية بيت لحم خلال الفترة 2017 و2022. انتخب لهذا المنصب في عام 2017، خلفا لفيرا بابون. وحصلت قائمته "كلنا بيت لحم" على 5 مقاعد من أصل 15.

## حياته
حصل أنطون سلمان على الثانوية العامة من مدرسة تراسنطة الثانوية عام 1975، ونال درجة البكالوريوس في الحقوق من جامعة بيروت العربية عام 1986. بدء العمل موظفًا في بنك في القدس خلال الأعوام (1976- 1984)، ثم انتقل للعمل في التأمين والتجارة، وفي عام 1986 تفرغ للمحاماة حتى انتخابه رئيس لبلدية بيت لحم عام 2017.
نشط سلمان في المجالات الاجتماعية والطلابية، واعتقله الاحتلال بسبب نشاطه الطلابي عام 1974، وكان قائد كشافة تراسنطة بين عامي (1982-1983)، وشغل منصب أمين سر الجمعية الأنطونية عام 1985، ثم رئيسها عام 1993. انضم لحركة فتح عام 1988، تم اختياره عضوًا في المجلس الاستشاري لمحافظة بيت لحم عام 1998. وكان من ضمن المحاصرين في كنيسة المهد لمدة 39 يومًا عام 2002. وفي عام 2003 اختير رئيسًا للجنة الطوارئ في محافظة بيت لحم، وعضوًا في مجلس بلدية بيت لحم عام 2005، وعضوًا في مؤتمري حركة فتح السادس (2009)، والسابع (2016)، وعضوًا في مجلس أمناء جامعة فلسطين الأهلية.